# Dracophyllum arboreum
Dracophyllum arboreum là một loài thực vật có hoa trong họ Thạch nam. Loài này được Cockayne mô tả khoa học đầu tiên năm 1902.